# Roger Ljung
Roger Ljung (Lomma, 1966. január 8. –) svéd válogatott labdarúgó.
A svéd válogatott tagjaként részt vett az 1990-es és 1994-es világ-, illetve az 1992-es Európa-bajnokságon.

## Sikerei, díjai
Svédország
- Világbajnoki bronzérmes (1): 1994
- Európa-bajnoki harmadik helyezett (1): 1992